# Baie Kirwan
Pour les articles homonymes, voir Kirwan.
La baie Kirwan est une crique située dans l'angle sud-est de l'île Alexandre-Ier. 

## Géographie
Large de 22 km à son embouchure, elle s'étend sur 13 km et donne sur le goulet George-VI. Remplie de glace, elle se confond presque imperceptiblement avec les pentes de glace ascendantes de l'île Alexander-Ier à l'ouest. 

## Histoire
Elle a été cartographiée superficiellement en 1949 par le Falkland Islands Dependencies Survey et nommée par le UK Antarctic Place-Names Committee en l'honneur de Laurence P. Kirwan (en), directrice et secrétaire de la Royal Geographical Society. 